# A Magyar Televízió Tánc- és Popdalfesztiválja 1981
A Magyar Televízió Tánc- és Popdalfesztiválja 1981 egy könnyűzenei dalverseny volt, amelyet 1981. augusztus 1. és 21. között rendeztek meg a Nemzeti Színházban (a mai Magyar Színház). A versenyt a Magyar Televízió közvetítette. A műsorvezető Kudlik Júlia volt.
A versenyen előadói és szerzői kategóriában osztottak ki díjakat. Az első díjat előadók között Kovács Kati kapott az Újra otthon számával, szerzők között a Hungária együttes nyert a Limbó-hintó című dalával.

## Formátum
A műsor – hasonlóan a korábbiakhoz – három elődöntőből és egy döntőből állt. A három elődöntő összesítése alapján a legjobb 15 helyezett jutott be a döntőbe. Az utolsó bejutó helyen holtverseny alakult ki, így 16 dal jutott be. A kialakult döntős mezőnyben előadói és szerzői kategóriában osztottak ki díjakat.

### Szavazás
Az elődöntőkben a zsűri pontszám és a közönségszavazás alapján alakultak ki a pontok. A zsűritagok 1-től 20-ig pontoztak. A  közönségszavazatokat – amelyeket postán adtak fel – úgy alakították át ponttá, hogy az egyes elődöntőkön belül a zsűri által adott összpontszámokat osztották ki a közönségszavazáson elért sorrendnek megfelelően (így kialakítva az 50-50%-os zsűri-közönség arányt).
Az elődöntőkbeli zsűri tagjai:
- Antal Imre, zongoraművész
- Baranyi Ferenc, költő
- Bodrogi Gyula, színművész–rendező
- Császár Angela, színművésznő
- Keveházi Gábor, táncművész
- Kincses Veronika, operaénekesnő
- Tamássy Zdenko, zeneszerző, a zsűri elnöke

A döntőben magyarokból és külföldiekből álló nemzetközi zsűri döntött az összes dal elhangzása után (a szavazás nem volt nyilvános).
- Erdős Péter, a Magyar Hanglemezgyártó Vállalat popzenei részlegének vezetője
- Juhász Előd, az MTV könnyű- és összetett zenei műsorosztályának vezetője
- Pentz Zsolt, a Nemzetközi Koncertigazgatóság osztályvezetője
- Szabó Gábor, zeneszerző–gitárművész
- Szentkúti Pál, a Magyar Rádió szórakoztatózenei osztálya vezetője
- Tamássy Zdenko, zeneszerző
- Ludmilla Jadova(wd), énekesnő–zeneszerző
- Francis Lemarque(wd), zeneszerző–szövegíró, a nemzetközi zsűri elnöke
- Armando Moreno, a Dalfesztiválok Nemzetközi Szövetségének főtitkára
- Gaby Rückert(wd), énekesnő
- Urszula Sipińska(wd), zeneszerző–énekesnő
- Manfred Zunkeller, EMI Electrola lemezcég igazgatója

## Elődöntők

### 1. elődöntő (augusztus 1.)
| #   | Előadó                                   | Dal címe                        | Zene és szöveg                           | Zsűri | Közönség |
| --- | ---------------------------------------- | ------------------------------- | ---------------------------------------- | ----- | -------- |
| 1.  | Láma                                     | Ritmust!                        | Gerendás Péter                           | 99    | 90       |
| 2.  | Kőszegi Erika                            | Nyári csókok, őszi könnyek      | Pödör Péter–Bradányi Iván                | 87    | 97       |
| 3.  | Bárdos László                            | Álmodni jó                      | Nádas Gábor–Szenes Iván                  | 102   | 105      |
| 4.  | Kristály Kriszta és az Old Boys együttes | Bye, bye férfi                  | Novai Gábor–Fenyő Miklós                 | 98    | 99       |
| 5.  | Bárány Pál László                        | Akkor is ősz volt               | Elek Ilona                               | 78    | 102      |
| 6.  | Liener Márta                             | Nem kell mindent értened        | Soós Károly                              | 97    | 87       |
| 7.  | Komár László                             | Újra és újra                    | Szakály László–S. Nagy István            | 103   | 98       |
| 8.  | Bojtorján                                | Szerelmem volt a nagy színésznő | Pomázi Zoltán–Vörös Andor–Horváth Attila | 105   | 111      |
| 9.  | Eszményi Viktória                        | Vidéki lány vagyok              | Vörös Andor–Pomázi Zoltán–Heilig Gábor   | 111   | 110      |
| 10. | Delhusa Gjon                             | Tizenéves őrült voltál          | Delhusa Gjon–Delhusa Claudette           | 110   | 103      |
| 11. | Vincze Viktória                          | Hadd kezdjem újra               | Papp Imre–Markó András                   | 90    | 78       |
| 12. | Hungária                                 | Limbó-hintó                     | Fenyő Miklós–Novai Gábor                 | 130   | 130      |

### 2. elődöntő (augusztus 8.)
| #   | Előadó              | Dal címe                        | Zene és szöveg                 | Zsűri | Közönség |
| --- | ------------------- | ------------------------------- | ------------------------------ | ----- | -------- |
| 1.  | Corpus              | Zsúfolt napok                   | Lenkei Péter–Bradányi Iván     | 90    | 99       |
| 2.  | Balázs Klári        | Egyetlen perc veled             | Balázs Gábor–Bradányi Iván     | 99    | 107      |
| 3.  | Horváth Attila      | Két álmodozó                    | Pődör Péter–Bradányi Iván      | 113   | 115      |
| 4.  | Stefanidu Janula    | Jó, hogy engem néz a két szemed | Bágya András–Szenes Iván       | 115   | 113      |
| 5.  | Turi Lajos          | Utcafilm                        | Jenei Szilveszter–Bornai Tibor | 83    | 90       |
| 6.  | Korál               | Homok a szélben                 | Balázs Ferenc–Horváth Attila   | 107   | 119      |
| 7.  | Sasvári Annamária   | Tiltott szerelem                | Vargha Tamás–S. Nagy István    | 98    | 83       |
| 8.  | Wastaps             | Szakítsd szét a szívem          | Kelemen István–Molnár Gyula    | 91    | 91       |
| 9.  | Cserháti Zsuzsa     | A boldogság és én               | Bágya András–Szenes Iván       | 125   | 107      |
| 10. | KFT                 | Bábu vagy                       | Laár András                    | 119   | 119      |
| 11. | Bódy Magdi és a KFT | Sakkfigurák                     | Laár András                    | 107   | 98       |
| 12. | Korda György        | Szerelmet adj a szerelemért     | Gábor S. Pál–Szenes Iván       | 119   | 125      |

### 3. elődöntő (augusztus 15.)
| #   | Előadó                     | Dal címe                   | Zene és szöveg                 | Zsűri | Közönség |
| --- | -------------------------- | -------------------------- | ------------------------------ | ----- | -------- |
| 1.  | Universal                  | Csak légy enyém            | Hajdu Sándor–S. Nagy István    | 96    | 100      |
| 2.  | Pál Györgyi–Baracsi István | Dalban mondom el           | Baracsi István                 | 101   | 114      |
| 3.  | Ullmann Mónika             | Írtam a bátyámnak egy dalt | Oroszlán Gábor–Oroszlán György | 103   | 132      |
| 4.  | Tarján Pál                 | Rajtad múlik               | Dobsa Sándor–S. Nagy István    | 114   | 112      |
| 5.  | Óceán                      | Kuka blues                 | Óceán együttes–S. Nagy István  | 96    | 99       |
| 6.  | Csuka Mónika               | Néha hazudsz               | Egerer László–Hajas György     | 99    | 101      |
| 7.  | Ernyey Béla                | Léptek az utcán            | Fényes Szabolcs–Szenes Iván    | 115   | 106      |
| 8.  | Dolák-Saly Róbert          | Egy másik dal              | Bornai Tibor                   | 106   | 96       |
| 9.  | Ács Enikő                  | Utolsó levél               | Bornai Tibor                   | 100   | 96       |
| 10. | Gemini                     | Ments meg engem            | Szigeti Edit                   | 112   | 103      |
| 11. | Kovács Kati                | Újra otthon                | Koncz Tibor–Szenes Iván        | 132   | 124      |
| 12. | Soltész Rezső              | Szóljon hangosan az ének   | Soltész Rezső–S. Nagy István   | 124   | 124      |

| Elődöntők összesítése | Elődöntők összesítése                    | Elődöntők összesítése           | Elődöntők összesítése                    | Elődöntők összesítése | Elődöntők összesítése | Elődöntők összesítése |
| #                     | Előadó                                   | Dal címe                        | Zene és szöveg                           | Zsűri                 | Közönség              | Összes                |
| --------------------- | ---------------------------------------- | ------------------------------- | ---------------------------------------- | --------------------- | --------------------- | --------------------- |
| 1.                    | Hungária                                 | Limbó-hintó                     | Fenyő Miklós–Novai Gábor                 | 130                   | 130                   | 260                   |
| 2.                    | Kovács Kati                              | Újra otthon                     | Koncz Tibor–Szenes Iván                  | 132                   | 124                   | 256                   |
| 3.                    | Soltész Rezső                            | Szóljon hangosan az ének        | Soltész Rezső–S. Nagy István             | 124                   | 124                   | 248                   |
| 4.                    | Korda György                             | Szerelmet adj a szerelemért     | Gábor S. Pál–Szenes Iván                 | 119                   | 125                   | 244                   |
| 5.                    | KFT                                      | Bábu vagy                       | Laár András                              | 119                   | 119                   | 238                   |
| 6.                    | Ullmann Mónika                           | Írtam a bátyámnak egy dalt      | Oroszlán Gábor–Oroszlán György           | 103                   | 132                   | 235                   |
| 7.                    | Cserháti Zsuzsa                          | A boldogság és én               | Bágya András–Szenes Iván                 | 125                   | 107                   | 232                   |
| 8–9.                  | Horváth Attila                           | Két álmodozó                    | Pődör Péter–Bradányi Iván                | 113                   | 115                   | 228                   |
| 8–9.                  | Stefanidu Janula                         | Jó, hogy engem néz a két szemed | Bágya András–Szenes Iván                 | 115                   | 113                   | 228                   |
| 10–11.                | Korál                                    | Homok a szélben                 | Balázs Ferenc–Horváth Attila             | 107                   | 119                   | 226                   |
| 10–11.                | Tarján Pál                               | Rajtad múlik                    | Dobsa Sándor–S. Nagy István              | 114                   | 112                   | 226                   |
| 12–13.                | Eszményi Viktória                        | Vidéki lány vagyok              | Vörös Andor–Pomázi Zoltán–Heilig Gábor   | 111                   | 110                   | 221                   |
| 12–13.                | Ernyey Béla                              | Léptek az utcán                 | Fényes Szabolcs–Szenes Iván              | 115                   | 106                   | 221                   |
| 14.                   | Bojtorján                                | Szerelmem volt a nagy színésznő | Pomázi Zoltán–Vörös Andor–Horváth Attila | 105                   | 111                   | 216                   |
| 15–16.                | Gemini                                   | Ments meg engem                 | Szigeti Edit                             | 112                   | 103                   | 215                   |
| 15–16.                | Pál Györgyi–Baracsi István               | Dalban mondom el                | Baracsi István                           | 101                   | 114                   | 215                   |
| 17.                   | Delhusa Gjon                             | Tizenéves őrült voltál          | Delhusa Gjon–Delhusa Claudette           | 110                   | 103                   | 213                   |
| 18.                   | Bárdos László                            | Álmodni jó                      | Nádas Gábor–Szenes Iván                  | 102                   | 105                   | 207                   |
| 19.                   | Balázs Klári                             | Egyetlen perc veled             | Balázs Gábor–Bradányi Iván               | 99                    | 107                   | 206                   |
| 20.                   | Bódy Magdi és a KFT                      | Sakkfigurák                     | Laár András                              | 107                   | 98                    | 205                   |
| 21.                   | Dolák-Saly Róbert                        | Egy másik dal                   | Bornai Tibor                             | 106                   | 96                    | 202                   |
| 22.                   | Komár László                             | Újra és újra                    | Szakály László–S. Nagy István            | 103                   | 98                    | 201                   |
| 23.                   | Csuka Mónika                             | Néha hazudsz                    | Egerer László–Hajas György               | 99                    | 101                   | 200                   |
| 24.                   | Kristály Kriszta és az Old Boys együttes | Bye, bye férfi                  | Novai Gábor–Fenyő Miklós                 | 98                    | 99                    | 197                   |
| 25–26.                | Universal                                | Csak légy enyém                 | Hajdu Sándor–S. Nagy István              | 96                    | 100                   | 196                   |
| 25–26.                | Ács Enikő                                | Utolsó levél                    | Bornai Tibor                             | 100                   | 96                    | 196                   |
| 27.                   | Óceán                                    | Kuka blues                      | Óceán együttes–S. Nagy István            | 96                    | 99                    | 195                   |
| 28–29.                | Láma                                     | Ritmust!                        | Gerendás Péter                           | 99                    | 90                    | 189                   |
| 28–29.                | Corpus                                   | Zsúfolt napok                   | Lenkei Péter–Bradányi Iván               | 90                    | 99                    | 189                   |
| 30–31.                | Kőszegi Erika                            | Nyári csókok, őszi könnyek      | Pödör Péter–Bradányi Iván                | 87                    | 97                    | 184                   |
| 30–31.                | Liener Márta                             | Nem kell mindent értened        | Soós Károly                              | 97                    | 87                    | 184                   |
| 32.                   | Wastaps                                  | Szakítsd szét a szívem          | Kelemen István–Molnár Gyula              | 91                    | 91                    | 182                   |
| 33.                   | Sasvári Annamária                        | Tiltott szerelem                | Vargha Tamás–S. Nagy István              | 98                    | 83                    | 181                   |
| 34.                   | Bárány Pál László                        | Akkor is ősz volt               | Elek Ilona                               | 78                    | 102                   | 180                   |
| 35.                   | Turi Lajos                               | Utcafilm                        | Jenei Szilveszter–Bornai Tibor           | 83                    | 90                    | 173                   |
| 36.                   | Vincze Viktória                          | Hadd kezdjem újra               | Papp Imre–Markó András                   | 90                    | 78                    | 168                   |

## Döntő (augusztus 21.)
A döntőben magyarokból és külföldiekből álló nemzetközi zsűri döntött az összes dal elhangzása után (a szavazás nem volt nyilvános).
| #   | Előadó                     | Dal címe                        | Zene és szöveg                           |
| --- | -------------------------- | ------------------------------- | ---------------------------------------- |
| 1.  | Gemini                     | Ments meg engem                 | Szigeti Edit                             |
| 2.  | Pál Györgyi–Baracsi István | Dalban mondom el                | Baracsi István                           |
| 3.  | Bojtorján                  | Szerelmem volt a nagy színésznő | Pomázi Zoltán–Vörös Andor–Horváth Attila |
| 4.  | Eszményi Viktória          | Vidéki lány vagyok              | Vörös Andor–Pomázi Zoltán–Heilig Gábor   |
| 5.  | Ernyey Béla                | Léptek az utcán                 | Fényes Szabolcs–Szenes Iván              |
| 6.  | Korál                      | Homok a szélben                 | Balázs Ferenc–Horváth Attila             |
| 7.  | Tarján Pál                 | Rajtad múlik                    | Dobsa Sándor–S. Nagy István              |
| 8.  | Stefanidu Janula           | Jó, hogy engem néz a két szemed | Bágya András–Szenes Iván                 |
| 9.  | Horváth Attila             | Két álmodozó                    | Pődör Péter–Bradányi Iván                |
| 10. | Cserháti Zsuzsa            | A boldogság és én               | Bágya András–Szenes Iván                 |
| 11. | Ullmann Mónika             | Írtam a bátyámnak egy dalt      | Oroszlán Gábor–Oroszlán György           |
| 12. | KFT                        | Bábu vagy                       | Laár András                              |
| 13. | Korda György               | Szerelmet adj a szerelemért     | Gábor S. Pál–Szenes Iván                 |
| 14. | Soltész Rezső              | Szóljon hangosan az ének        | Soltész Rezső–S. Nagy István             |
| 15. | Kovács Kati                | Újra otthon                     | Koncz Tibor–Szenes Iván                  |
| 16. | Hungária                   | Limbó–hintó                     | Fenyő Miklós–Novai Gábor                 |

## Díjazottak
|                     | Szerzői díj                                                                   | Szerzői díj                                 | Szerzői díj                                 |                                             | Előadói díj                                 | Előadói díj                                 | Előadói díj                                 |
| Előadó              | Dal                                                                           | Zene és szöveg                              | Előadó                                      | Dal                                         | Zene és szöveg                              |                                             |                                             |
| ------------------- | ----------------------------------------------------------------------------- | ------------------------------------------- | ------------------------------------------- | ------------------------------------------- | ------------------------------------------- | ------------------------------------------- | ------------------------------------------- |
| 1. díj              | Hungária                                                                      | Limbó–hintó                                 | Fenyő Miklós–Novai Gábor                    | Kovács Kati                                 | Újra otthon                                 | Koncz Tibor–Szenes Iván                     |                                             |
| 2. díj              | Soltész Rezső                                                                 | Szóljon hangosan az ének                    | Soltész Rezső–S. Nagy István                | KFT                                         | Bábu vagy                                   | Laár András                                 |                                             |
| 3. díj              | Korál                                                                         | Homok a szélben                             | Balázs Ferenc–Horváth Attila                | Soltész Rezső                               | Szóljon hangosan az ének                    | Soltész Rezső–S. Nagy István                |                                             |
| Hangszerelési díjak | KFT a Bábu vagy című daluk hangszereléséért                                   | KFT a Bábu vagy című daluk hangszereléséért | KFT a Bábu vagy című daluk hangszereléséért | KFT a Bábu vagy című daluk hangszereléséért | KFT a Bábu vagy című daluk hangszereléséért | KFT a Bábu vagy című daluk hangszereléséért | KFT a Bábu vagy című daluk hangszereléséért |
| Hangszerelési díjak | Máté Péter a Soltész Rezső Szóljon hangosan az ének című dal hangszereléséért |                                             |                                             |                                             |                                             |                                             |                                             |
| Különdíj            | Ullmann Mónika                                                                | Ullmann Mónika                              | Ullmann Mónika                              | Ullmann Mónika                              | Ullmann Mónika                              | Ullmann Mónika                              | Ullmann Mónika                              |

## Érdekességek
- Pál Györgyi és Baracsi István dala az akkor éppen gyermekét világra hozó Karda Beáta Szép álom című dala helyett hangzott el a fesztiválon.
- Korabeli visszaemlékezések szerint a magyar zsűri egyhangúlag a Korál együttes dalát hozta ki győztesnek, azonban a jelen lévő szovjet képviselő a dal „S ha nem lennék szabad, élni sem tudnék!” sora miatt vétóval fenyegetett, végül kompromisszumos megoldásként a Korál 3. díja mellett döntöttek (ld. hivatkozás).[forrás?]